# Friedrich Braune (Fotograf)
Friedrich Christian Braune (geb. 1815 in Halle an der Saale; gest. 23. November 1889 in Kiel) war ein deutscher Sattler, Bilderrahmenproduzent, Porzellanmaler und Fotograf. Er war ab 1865 als Fotograf in Kiel tätig.

## Lebensweg
Der 1815 in Halle an der Saale geborene Friedrich Braune erlernte zunächst den Beruf des Sattlers. Am 27. Februar 1842 heiratete er Amalie Dorothea Grimm(e) (geb. 6. Mai 1819 in Heide (Holstein); gest. nach 1873 wohl in Kiel), eine Tochter des in Heide ansässigen Schneiders Johann Heinrich Grimm(e). Aus der Ehe gingen acht Kinder hervor. Das Ehepaar Braune gründete 1844 in Heide eine Leisten-, Bilder- und Spiegelrahmen-Fabrik. Da diese wirtschaftlich nicht erfolgreich war, verlegte sich das Ehepaar um 1847 auf die Porzellanmalerei; seit 1857 unter der Firma „Braune. Fr. & Comp., Porzellanmalerei, Porzellanwaarenhandlung en gros & detail, Süderstraße, Heide“. 1859 nahmen sie (als einzige Porzellanmaler) an einer Gewerbeausstellung in Rendsburg teil und erhielten einen dritten Preis.
Ab Oktober 1862 betrieben Friedrich und Amalie Braune ein fotografisches Atelier in Heide in der Süderstraße; Ende 1863 zogen sie nach Tönning, 1864 oder 1865 nach Kiel, wo Friedrich Braune am 5. Mai 1865 das Kieler Bürgerrecht erwarb. Sie betrieben ihr Studio in Kiel anfangs in der Faulstraße 11 im Garten, in den Jahren von 1867 bis 1871 in der Vorstadt 31 („im Garten des Herrn Schliemann“) und von 1872 bis 1891 unter der Adresse Fleethörn 29.
Das „Photographische Atelier für Portraits und Landschaften“ des Ehepaares Braune war recht erfolgreich. 1873 nahm das Atelier an der Wiener Weltausstellung mit „Landschafts-Photographien, einem Album mit Photographien von deutschen Kriegsschiffen und einem Album mit Ansichten von Kiel.“ teil. Im schleswig-holsteinischen Landesmuseum in Schloss Gottorf in Schleswig befindet sich ein von Amalie Braune um 1860 mit Ansichten der Stadt Heide bemaltes Teeservice nach ihren Zeichnungen für Lithographien, die Charles Fuchs in Hamburg verlegte.
Friedrich Braune fertigte nicht nur Studioaufnahmen an, etwa die damals üblichen Porträtfotografien im Visitformat, sondern auch Momentaufnahmen alltäglicher Begebenheiten. Bekannt geworden ist beispielsweise Braunes Fotografie von Fischfrauen aus Ellerbek in ihrem Boot auf der Kieler Förde.
Braune hinterließ unter anderem auch Innenaufnahmen aus dem Schloss Hagen in der Probstei, ein Album mit 14 Aufnahmen von Garnisonen in Schleswig-Holstein, darunter Rendsburg.
Anlässlich der Photographischen Sonderausstellung auf der Industrieausstellung in Altona 1869 erhielt Friedrich Braune eine Bronze-Medaille für seine Fotografien.
Friedrich Christian Braune starb im Alter von etwa 74 Jahren am 23. November 1889 in Kiel.
Nach dem Tod von Friedrich Braune übernahm ab 1890 vorübergehend seine Tochter M. Schade, geb. Braune, das Atelier. Ab 1892 führte der Photograph Theodor Kähler das Unternehmen unter seinem eigenen Namen weiter.